# Норткот, Стаффорд, 1-й граф Иддесли
Стаффорд Генри Норткот, 1-й граф Иддесли (англ. Stafford Henry Northcote, 1st Earl of Iddesleigh; 27 октября 1818[…], Лондон — 12 января 1887, Лондон) — английский государственный деятель, консерватор.

## Биография
Родом из древней девонширской фамилии, получившей баронетский титул ещё в 1641 году. По окончании учёбы в Оксфорде, стал частным секретарём Гладстона, но когда Гладстон перешёл на сторону либералов, Иддесли за ним не последовал.
В 1855 году он занял место среди консервативных членов парламента, в 1859 году при графе Дерби был назначен секретарём казначейства, но в результате победы либералов при лорде Пальмерстоне, к концу сессии, потерял место. При 3-м кабинете Дерби (1866) получил портфель министра торговли; в 1868 году — индийского министерства.
В 1874 году, при Дизраэли, Иддесли получил пост министра финансов и к концу сессии 1876 года, когда Дизраэли перешёл в верхнюю палату, стал спикером в нижней палате. После падения лорда Биконсфильда (1880) Иддесли руководил консервативной оппозицией во время правления Гладстона (1880—1885).
После отставки кабинета Солсбери, в июне 1885 года, Норскот был возведён в звание первого лорда-казначея и пэра, под именем лорда Иддесли, что лишило его возможности быть главой консервативной партии в нижней палате. 
Кроме многих речей, Иддесли напечатал «Twenty years of financial policy 1842-61» (Лондон, 1862).

## Семья
Был женат на Цецилии Френсэс Феррер (ум.  1910), которая родила ему семерых сыновей и трёх дочерей. Старший сын — Уолтер Стаффорд Норткот (1845—1927) — унаследовал титулы отца, став 2-м графом Иддесли, 2-м виконтом Сент-Сайресом из Ньютона Сент-Сайреса и 9-м баронетом Норткот. 2-й сын — Генри — был пожалован титулом барона Норткота.